# Веслі Блейк
Веслі Блейк (англ. Wesley Blake, нар. Сан-Маркос, Техас, США) — професійний американський реслер. Нині виступає на підготовчому майданчику NXT, де володіє поясом Чемпіона NXT у командних змаганнях.
У червні 2013 року уклав угоду з WWE. Відразу після цього вирушив на підготовчий майданчик NXT. Уперше на ТБ з'явився в образі ковбоя. Це сталося 22 січня 2014. 28 січня 2015 Блейк та його командний партнер Мерфі заволоділи титулами Чемпіонів NXT у командних змаганнях.

## Реслінґ
- Фінішери
  - Spinning facebuster
- Улюблені прийоми
  - Frog splash
  - Spinning facebuster
- Прибрані імена
  - "Ковбой"
  - "Дикий"
- Музичний супровід
  - "Action Packed"

## Здобутки та нагороди
- Funking Conservatory
  - FC European Championship (1 раз)
  - FC Florida Heavyweight Championship (1 раз)
  - FC Heavyweight Championship (1 раз)
- WWE
  - NXT Tag Team Championship (1 раз)